# Incidente del Nossa Senhora da Graça
El incidente del Nossa Senhora da Graça (ノサ・セニョーラ・ダ・グラサ号事件, Nosa Senyōra Da Gurasa Gōjiken en japonés; Incidente da Nossa Senhora da Graça en portugués), también conocido como el incidente del Madre de Deus (マードレ・デ・デウス号事件, Mādore de Deusu Gōjiken en japonés; incidente de Madre de Deus en portugués), fue una batalla naval entre una carraca portuguesa del mismo nombre y una flotilla militar japonesa en el año 1610. Durante su transcurso, los portugueses resistieron con éxito todos los asaltos nipones, pero un incendio a bordo les obligó a claudicar, y el capitán luso, André Pessoa, optó por volar el barco antes que entregarse con vida. Este acto de resistencia impresionó a los cronistas japoneses y pervivió hasta el siglo XIX.

## Contexto
En 1543, el imperio portugués inició contactos con tierras japonesas a través de la acción de sus comerciantes, que establecieron un puesto en Nagasaki y formaron rutas hasta Goa y Malaca. La marina portuguesa empleó mayoritariamente el tipo de embarcación conocida como carraca, que se volvió icónica para los japoneses, y en sus viajes se destacó la introducción del arcabuz y el cristianismo. Más tarde, los lusos ampliarían sus actividades para incluir a China, con quien comerciaban con seda desde el asentamiento portugués de Macao, ya que China tenía prohibido comerciar directamente con Japón, y por ello los lusos podían servir como intermediarios mercantiles con todos sus beneficios. Sin embargo, cuando Nagasaki pasó de ser un simple pueblo pesquero nipón a un floreciente puesto comercial de mercaderes y misioneros jesuitas, su influencia económica y religiosa atrajo la desconfianza de los poderes japoneses. En 1588, los feudos locales revocaron el control de los portugueses e instauraron un gobernador o bugyo en 1605, sometido él también al magistrado de la zona o daikan.
Al mismo tiempo, el monopolio comercial portugués se vio asediado desde otro lado. La marina holandesa, que se encontraba en guerra con Portugal, llegó a Japón en 1600, y uno de sus navegantes ingleses, William Adams, se convirtió en consejero de la corte del shogun Ieyasu Tokugawa, naturalmente con intenciones de favorecer a los intereses flamencos. Por su parte, el imperio español también buscaba hacerse su propio hueco en Japón, a pesar de la unión política que le vinculaba con la Corona portuguesa desde 1580. Por último, los propios japoneses jugaron con montar su propia red de comercia de altura, llegando a enviar las conocidas naves del sello rojo o shuinsen hasta las Molucas.

## Preludio
Las causas del incidente pueden rastrearse hasta un incidente anterior en noviembre de 1608 en Macau, donde una nave de sello rojo perteneciente al daimyo cristiano de Hinoe, Arima Harunobu, se había guarecido de un temporal. La tripulación, muy nutrida y compuesta en gran parte por samuráis, provocó disturbios por toda la ciudad, atemorizando hasta tal punto a los ciudadanos chinos que éstos solicitaron al senado de Macau que tomara cartas en el asunto. Las autoridades portuguesas, sin embargo, se contentaron con pedir a los japoneses que moderasen su comportamiento y que intentaran pasar desapercibidos en la población, sugerencias que se vieron rechazadas de pleno y que no hicieron más que soliviantar todavía más a los nipones. Cuando se unió a ellos otra tripulación japonesa de un barco que había naufragado cerca, las autoridades se vieron obligadas a endurecer sus medidas como se pedía y prepararse para acciones disciplinarias.
El 30 de noviembre, el contingente japonés dio pie a una monumental reyerta en el puerto y, cuando el ouvidor o magistrado portugués intentó poner paz, los nipones le hirieron y asesinaron a varios miembros de su séquito. Dada la alarma general, el capitán general André Pessoa acudió con refuerzos y puso en fuga a los japoneses, que se vieron sitiados tras hacerse fuerte en dos casas cercanas. Pessoa ofreció cuartel a los que saliesen pacíficamente, pero 27 samuráis de la primera casa se negaron en redondo, por lo que el capitán mandó prender fuego al domicilio e hizo abatirlos a arcabuzazos cuando salieron. La segunda casa habría sufrido el mismo destino de no ser por los jesuitas y el obispo de Macau, que lograron hacer salir a la cincuentena de nipones que la ocupaban. Pessoa no vio la situación resuelta, empero, hasta que ordenó dar garrote a 23 nipones acusados de ser los cabecillas de la revuelta. Al resto se les permitió marcharse tras firmar una declaración jurada que absolvía a los portugueses de toda culpa.
En el período que siguió al incidente, la principal carraca disponible en Macau era una embarcación conocida como Nossa Senhora da Graça (o Madre de Deus, según otras crónicas). El barco se había mantenido dos años en el puerto debido a la actividad holandesa, por lo que cargaba una gran cantidad de mercancías acumuladas a la espera de vender en Japón. Por fin, el navío tuvo la oportunidad de partir en junio capitaneado por el mismo Pessoa, aunque su salida se adelantó al 10 de mayo a causa de rumores de un ataque holandés, similar al ya famoso abordaje del Santa Catarina en 1603. Estas no eran meras habladurías, ya que el comandante holandés Abraham van den Broeck había recibido efectivamente órdenes de capturar el Nossa Senhora, así como de dirigirse a Japón para abrir comercio en caso de no toparse con el barco luso.
Al mando de dos naves, Van den Broeck y Jacques Specx adquirieron mercancías en Patani y se desplazaron al estrecho de Taiwán para tender una emboscada, pero ésta resultó infructuosa porque un temporal había retasado al Nossa Senhora. Los flamencos se dieron por vencidos y pusieron rumbo a Hirado, al que llegaron el 1 de julio, con lo que el buque portugués siguió su travesía sin problemas y llegó a Nagasaki el 29 de junio.

## Negociaciones

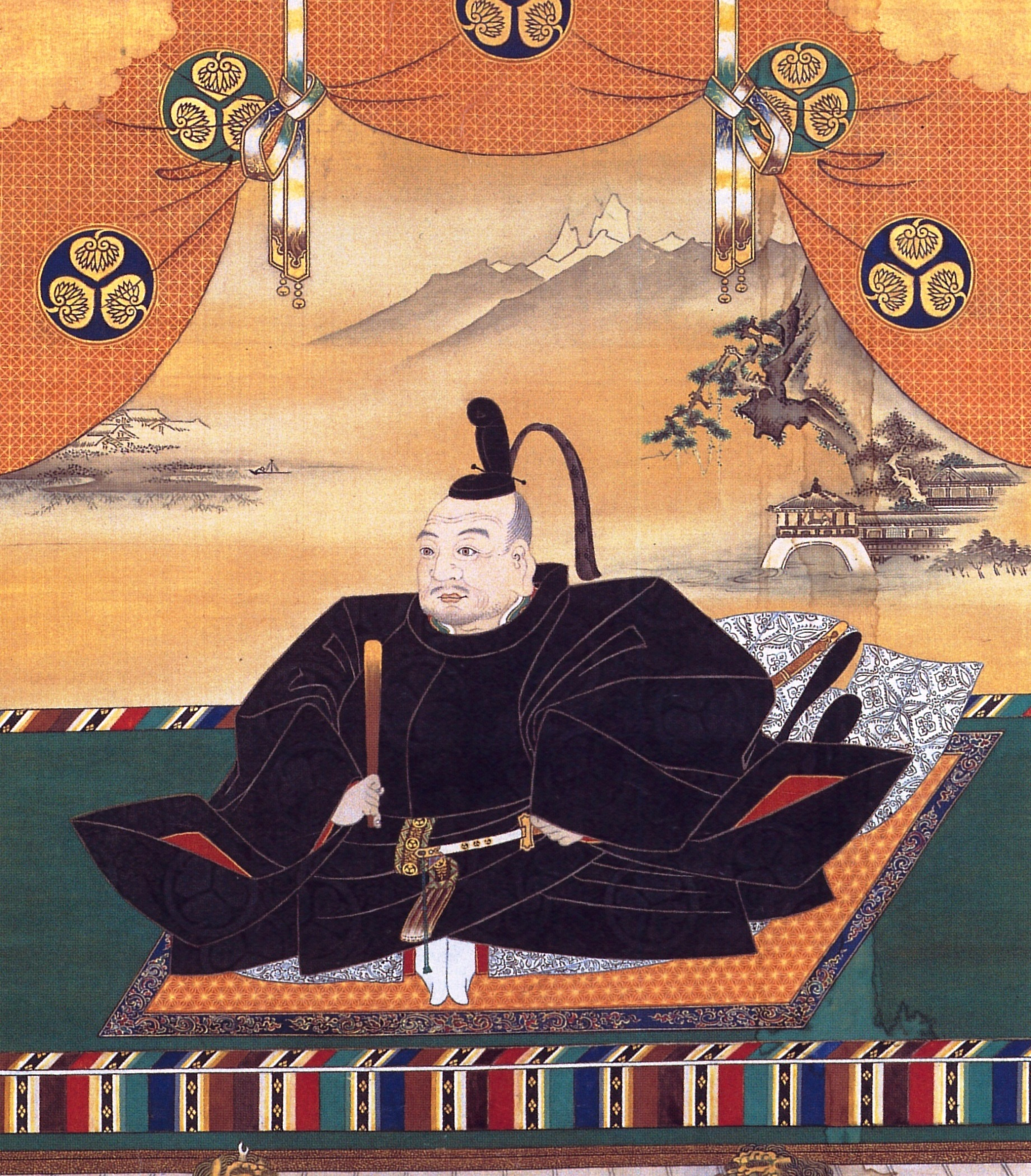
Tokugawa Ieyasu.

Al llegar los portugueses a Nagasaki, el bugyo Hasegawa Fujihiro y el daikan Murayama Toan se mostraron inusualmente obstructivos con ellos, primero exigiendo inspeccionar la nave, luego negociando con ferocidad, y finalmente acusando a los portugueses de estar promoviendo un mercado negro. Los motivos de esta mala acogida continúan mal esclarecidos, aunque se ha sospechado que la presencia del jesuita luso João Rodrigues al lado del shogun retirado Ieyasu podría haber despertado inquinas nativas hacia sus compatriotas; tampoco puede descartarse que el propio Ieyasu hubiera endurecido su actitud hacia los navegantes portugueses, movido por burócratas que opinaban que las naves del sello rojo y la competencia holandesa podían compensar cualquier pérdida económica. Probablemente al tanto de esto, y procurando no dar motivos a los japoneses para desviar sus compras al Hirado holandés, Pessoa calmó la situación pidiendo la mediación de los jesuitas y pagando un soborno cuantioso a los dos funcionarios.
Cuando fue el momento de explicar lo sucedido en Macau el año anterior, Pessoa pensó en presentar a Ieyasu el atestado de los samuráis, pero Hasegawa le disuadió de hacerlo, argumentando que el viejo shogun estaba obligado a ponerse de parte de sus súbditos por cuestión de principios. Sin embargo, poco convencido, el capitán lusitano envió un memorándum a Honda Masazumi, ministro de asuntos exteriores del shogunato, lo que tuvo el efecto de poner a Hasegawa y Murayama en su contra al dar la impresión de que el capitán había aprovechado para quejarse de ellos. Honda concurrió con Pessoa, prometiendo limitar la presencia japonesa en Macau y delegar futuros incidentes a la ley local, por lo que Hasegawa volvió a mostrarse conciliador, hasta el punto de asistir a los lusos en la embajada y darles el valioso soplo de que Ieyasu planeaba desde hace tiempo favorecer a los mercaderes holandeses para romper el monopolio portugués. Sin embargo, su volubilidad ocasionó que Pessoa y sus mercaderes desconfiasen de sus palabras, y por ello pidieron una apelación directa a Ieyasu con objeto de informarle sobre Hasegawa, decisión que horrorizó a los jesuitas, que sabían que su hermana Onatsu era concubina del ex-shogun y mantenía una gran influencia sobre él. Llegaron incluso a amenazar con excomulgar a Pessoa, pero el daño ya estaba hecho, ya que Hasegawa se enteró de sus discusiones por un intérprete corrupto y decidió vengarse del capitán.
En septiembre de 1609, los supervivientes del incidente de Macau llegaron para dar su versión de los hechos a su señor, Arima Harunobu. Tras enterarse de ello, Ieyasu reprendió a Hasegawa por no habérselo comunicado antes y le ordenó una investigación, a lo que Hasegawa argumentó que no había nada que esclarecer y que la declaración de los samuráis esgrimida por Pessoa había sido evidentemente obtenida bajo presión. El bugyo y Arima, que buscaban respectivamente perjudicar a los lusos y vengar a los samuráis muertos, aconsejaron en su lugar iniciar acciones militares sobre el Nossa Senhora, pero el ex-shogun, por mucho que hubiera dejado de favorecer al comercio portugués, no se decidía a autorizarlas por temor a causar una crisis comercial. No obstante, sus deliberaciones se vieron interrumpidas por el naufragio en costas niponas del galeón español San Francisco, comandado por Rodrigo de Vivero, cuyos supervivientes fueron conducidos a la corte gracias al contacto por carta que Ieyasu y Vivero habían mantenido en el pasado. Cuando Ieyasu tuvo información de primera mano del comercio español, decidió que los mercaderes portugueses eran prescindibles y podían ser sustituidos por sus vecinos ibéricos y los holandeses, por lo que autorizó a Arima y Hasegawa a arrestar a Pessoa por cualquier medio necesario.

## Batalla

### Primer día

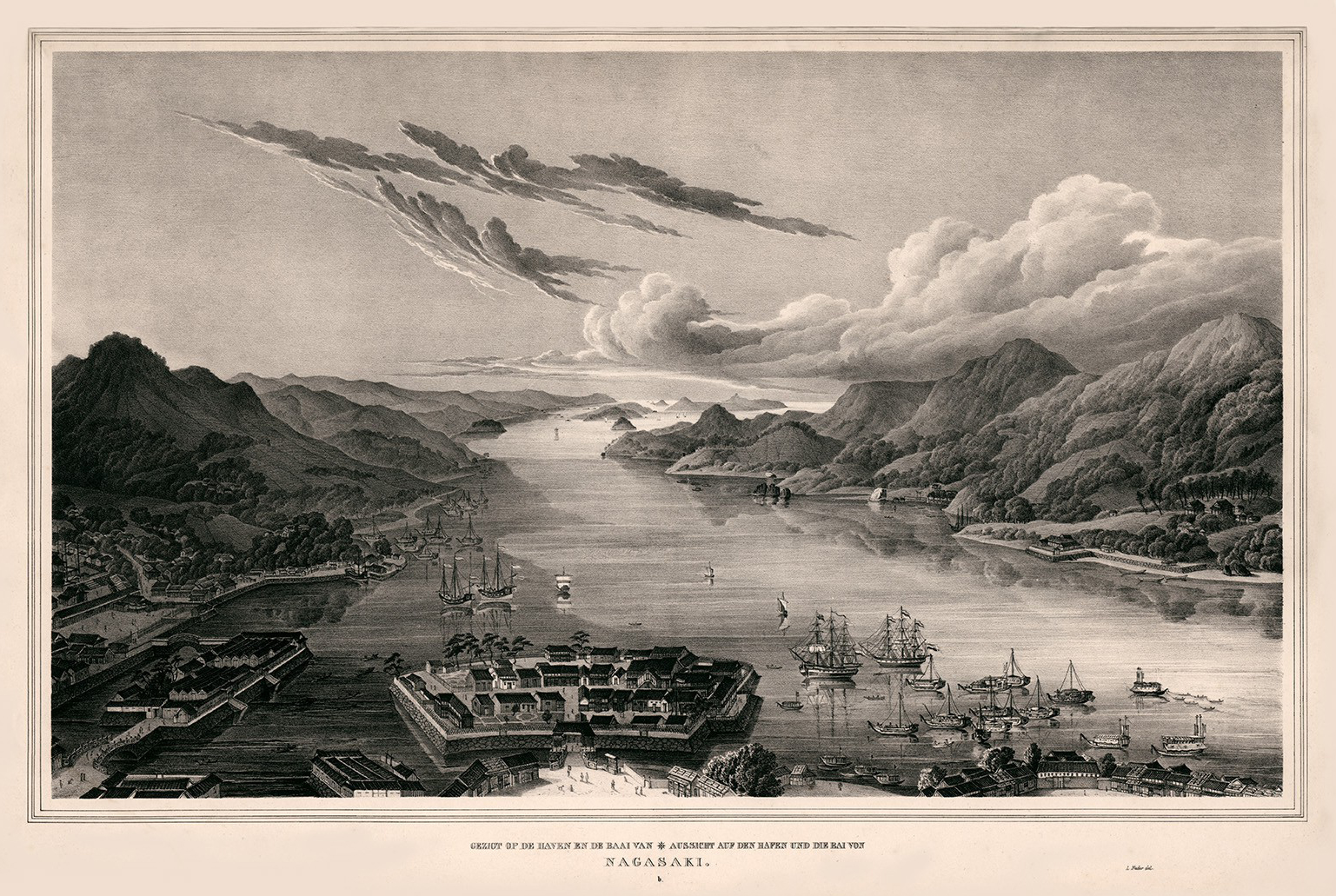
Bahía de Nagasaki.

El 3 de enero, enterado de las intenciones de Hasegawa a través de la comunidad cristiana en Japón, Pessoa se dispuso para una huida forzosa. El Nossa Senhora, sin embargo, no estaba preparado para navegar debido a la enorme carga que los comerciantes habían adquirido, por lo que el capitán mandó apresurar el estibamiento y montar guardia. En ello llegó una embajada de Arima, quien afirmó haber venido a negociar por seda y comunicó a Pessoa que se le requería para testificar por el incidente de Macau como pura formalidad. El lusitano, sabiendo que cerca había un contingente de 1200 samuráis del clan Arima, no le creyó, y en su lugar ordenó que toda la tripulación acudiese al barco en situación de emergencia, dispuesto a partir lo antes posible. Sin embargo, los mercaderes se opusieron, culpando a Pessoa de haber causado complicaciones, y otros no pudieron llegar a puerto debido a los guardias japoneses, por lo que al final no abordaron el Nossa Senhora más que 50 europeos junto con varios esclavos negros y marinos indios o lascares.
Arima y su camarilla contactaron entonces con los jesuitas, trayéndoles la noticia de que Pessoa estaba tratando de huir de la justicia y que estaban obligados a perseguirlo. Les sugirieron comunicar al barco que perdonarían a la tripulación si entregaban al capitán, pero los jesuitas no accedieron, argumentando que no estaba en la naturaleza de los portugueses traicionar a sus comandantes.
Al caer la noche, una flota de juncos al mando de Arima se aproximó al Nossa Senhora, que tenía las luces apagadas en previsión del ataque. Los oficiales de Pessoa aconsejaron disparar primero, aprovechando que los japoneses traían antorchas y eran blancos fáciles, pero el capitán, no queriendo ser el primero en abrir las hostilidades, mandó ultimar los preparativos para zarpar. Así, los japoneses tiraron las primeras flechas y mosquetazos, a lo que el buque disparó dos andanas sucesivas, acompañadas de toques burlones de instrumentos musicales. Disuelta por los cañonazos, la flotilla emprendió la retirada, pero el Nossa Senhora no pudo hacer lo mismo debido a que aquellos días había calma chicha, y por ello debió echar ancla en Fukahori.
Observando el desenlace desastroso de la escaramuza, Hasegawa cedió al pánico y llevó a Ieyasu la noticia prematura de que habían perdido la batalla. El ex-shogun, enfurecido, ordenó que todo portugués en Nagasaki fuera pasado a cuchillo, incluyendo civiles y jesuitas, pero esta orden nunca se ejecutó debido a que el mensajero se topó con una situación muy distinta a su retorno.

### Segundo y tercer días

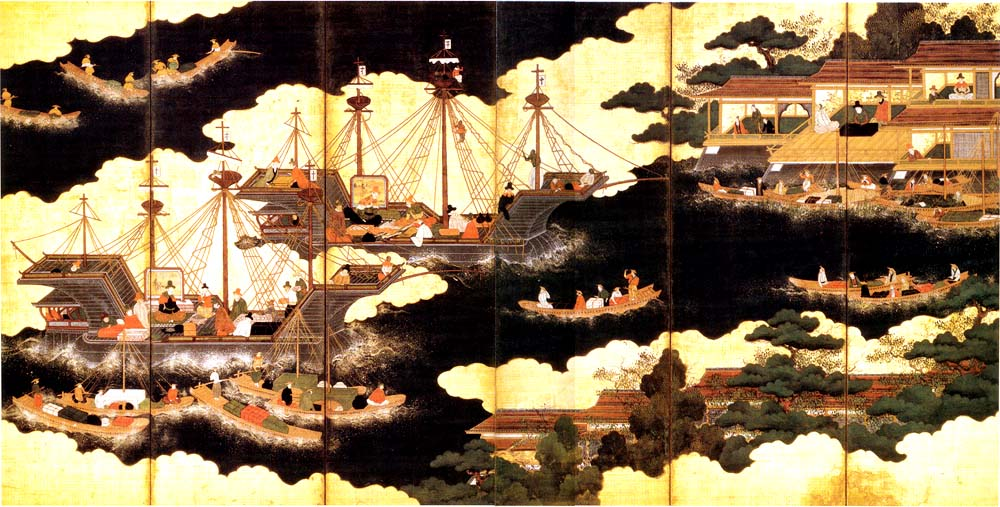
Balsas japonesas y carracas portuguesas.

La situación se repitió durante los dos días siguientes. Los japoneses no se atrevían a atacar por el día, y por ello intentaban parlamentar hasta que caía la noche, momento en que repetían sus asaltos con la misma fortuna. Al ver que no el buque occidental parecía inexpugnable, Arima probó esta vez con diferentes estrategias. Primeramente envió a dos samuráis disfrazados de mensajeros con órdenes de matar a Pessoa a costa de sus vidas, pero el plan fracasó porque los portugueses comprendieron el engaño y no les permitieron subir a bordo. Tras ello despachó a buceadores para cortar el ancla de la nave, pero también esto resultó infructuoso.
Al tercer día, Arima envió palabra de que deseaba reanudar el comercio y mandar rehenes a bordo como prueba de su sinceridad, pidiendo solo a cambio que la carraca volviera a puerto. Pessoa, siempre conocedor de sus auténticas intenciones, respondió exigiendo que Arima y Murayama aportaran a sus propios hijos como rehenes y que se permitiese al Nossa Senhora fondear en Fukuda, donde habría mejores vientos. Cuando llegó el momento de responder a esto, Hasegawa se enfureció, ya que no había dado autorización para tal cosa, y sobreescribió la negociación con otro mensaje: demandó que Pessoa se rindiera y que sus mercancías fueran vendidas a los japoneses al precio que éstos decidieran, todo ello a cambio de su intercesión personal ante Ieyasu. El capitán lusitano, comprensiblemente, se negó a seguir negociando en tanto los nipones no suspendieran las hostilidades.
Aquella noche, Arima envió una flotilla de naves en llamas con intención de incendiar la carraca, pero las malas condiciones del viento les impidieron alcanzarla, a excepción de una de ellas, que rebotó contra su proa sin causar daños.

### Cuarto día
A la mañana del 6 de enero, el Nossa Senhora tuvo suficiente viento para navegar hasta las cercanías de Fukuda, pero no más allá. Arima, cuyas tropas llegaban ya a los 3000 debido a refuerzos oportunos, persiguió en una flotilla desvelando su nueva arma: una enorme torre de asedio flotante, construida sobre dos juncos y tan alta como la cubierta del barco, dentro de la cual se habían apostado 500 arqueros y arcabuceros bajo cortinas de cuero mojado para impedir incendios. Los japoneses también tuvieron cuidado de aproximarse por la popa de la carraca, donde la defensa resultaría más difícil para los lusos dado que los cañones habían sido concentrados en la proa para defender el ancla. Además, se había adjudicado el mando de la operación a un cristiano japonés, ya que él y sus correligionarios lucharían con vigor redoblado por el temor que Ieyasu se volviera contra su comunidad si fracasaban.
La torre se acercó al barco, pero la resistencia lusitana fue denodada y no permitió pasar más que a unos pocos asaltantes, dos de los cuales fueron abatidos personalmente por Pessoa. Mientras tanto, sus tripulantes disolvieron las innumerables canoas de asalto con rudimentarias granadas de mano, incrementando lo que después de tres días eran ya centenares de bajas samurái, en contraste con menos de una decena de combatientes lusos caídos. Sin embargo, la presencia de la torre resultaría decisiva a largo plazo, ya que, después de seis horas de lucha, un arcabuzazo de uno de sus artilleros dio contra una granada incendiaria que un portugués iba a lanzar, ocasionando su caída y explosión sobre un alijo de pólvora. Se produjo una deflagración en cadena que causó importantes daños en el Nossa Senhora, culminando en un grave incendio.
Asediados por las llamas, Pessoa y sus hombres se hicieron fuertes en el castillo de proa, donde se hizo evidente que, con su reducida tripulación, no disponían de personal suficiente para sofocar el incendio y repeler a los asaltantes al mismo tiempo. El capitán ordenó entonces prender fuego a la santabárbara y volar la nave, dispuesto a morir antes que conceder derrota, pero sus hombres dudaron, probablemente no imbuidos de la misma motivación. Pessoa entonces dejó la espada y la rodela, elevó una plegaria a Dios con un crucifijo y permitió a sus tripulantes arrojarse al agua mientras él mismo se encargaba de destruir la carraca. Ante los ojos de los japoneses, el Nossa Senhora da Graça hizo explosión por dos veces, se partió por la mitad y se fue a pique con su carga, capitán y atacantes por igual.
Los samuráis abatieron a todos los portugueses que vieron en el agua, pero algunos consiguieron llegar hasta la costa. El cuerpo de André Pessoa, en caso de que hubieran quedado restos mortales reconocibles, nunca fue identificado.

## Consecuencias
Los supervivientes y el resto de los portugueses en suelo nipón temieron un exterminio, especialmente al saberse la orden que Ieyasu había enviado, pero Arima tuvo remordimientos por la situación e intercedió por los jesuitas. Al final, el mismo Ieyasu concurrió en que tal acción interrumpiría todo comercio extranjero, por lo que permitió a los lusos volver a Macao y a los misioneros quedarse si lo deseaban (con la excepción de João Rodrigues, que fue sustituido por William Adams).
En marzo, Hasegawa prometió libre tráfico a los habitantes de Macao, y estos decidieron enviar una embajada para asegurarse, aunque no antes de verano de 1611. Por entonces Ieyasu había quedado desilusionado con el comercio extranjero, ya que los holandeses habían quedado debilitados por su derrota ante los españoles en Playa Honda, mientras que los propios españoles no habían podido enviar mucha mercancía tampoco. Sin embargo, la seda importada a Japón era de una calidad muy inferior a la traída por los portugueses debido a la prohibición del comercio chino, por lo que ambos bandos deseaban reanudar el contacto; la culpa del incidente del Nossa Senhora da Graça fue depositada sobre el difunto Pessoa, por no haberse rendido cuando se le instó a hacerlo, y de este modo quedó zanjado. Por fin, tras otra embajada a la corte de Ieyasu en 1612, el São Felipe e Santiago fue la primero carraca portuguesa en llegar a Nagasaki tras dos años de cierre.
En todo caso, el incidente había contribuido a sembrar en Japón la idea de que los portugueses eran difíciles de tratar, y esto sólo sustentó las posturas de los que pensaban que debía seguirse confiando más en el comercio holandés. En 1639, finalmente, el shogunato expulsó a los portugueses de Japón y, con una prohibición anterior de la presencia española, cedió el monopolio del comercio a los flamencos, que fueron desplazados a Nagasaki y permanecieron allí como el único factor europeo permitido en Japón durante su política aislacionista o sakoku.
En recompensa por los servicios de Arima, Ieyasu le recompensó con una valiosa espada y la promesa de casar a su nieta Kunihime con el hijo de Harunobu, Naozumi. No obstante, Harunobu encontró insuficiente esta recompensa, ya que deseaba recuperar ciertos territorios en Hizen que le habían sido arrebatados en conflictos anteriores y esperaba que se le hubieran sido concedidos. Al no suceder, Harunobu inició una intriga con Okamoto Daihachi, un ayudante cristiano de Honda Masazumi, causando un incidente por el que Arima fue exiliado y ejecutado en 1613.